# Red-Al

Red-Al

Red-Al är ett vedertaget namn för natriumbis(2-metoxietoxi)aluminiumhydrid. Red-Al är ett potent reduktionsmedel jämförbart med litiumaluminiumhydrid. Det är tämligen stabil mot syre och är bra lösligt i organiska lösningsmedel. Det skiljer sig från litiumaluminiumhydrid i reaktioner med aromatiska aldehyder, som reduceras fullständigt till en metylgrupp, och i reaktioner med nitriler, som reduceras till aldehyder.